# Mycomya prominens
Mycomya prominens är en tvåvingeart som först beskrevs av Lundstrom 1913.  Mycomya prominens ingår i släktet Mycomya och familjen svampmyggor. Arten är reproducerande i Sverige. Inga underarter finns listade i Catalogue of Life.